# Liste der Kulturdenkmäler in Kaub
In der Liste der Kulturdenkmäler in Kaub sind alle Kulturdenkmäler der rheinland-pfälzischen Stadt Kaub aufgeführt. Grundlage ist die Denkmalliste des Landes Rheinland-Pfalz (Stand: 8. Dezember 2023).

## Denkmalzonen
| Bezeichnung           | Lage | Baujahr                | Beschreibung | Bild            |
| --------------------- | --- | ---------------------- | --- | --------------- |
| Denkmalzone Stadtkern | Auf der Mauer 2–32 (alle Nummern), Berggasse 1–4, Blücherstraße 1–34 (alle Nummern) und 36–64 (gerade Nummern), Hochstraße 14–30 und 36–46 (gerade Nummern), 19–37 (ungerade Nummern), Kirchplatz 1–7, Marktplatz 1–5, Marktstraße 3–6, Schlossweg 2–26 (alle Nummern), Schulstraße 2, 2a, Zollstraße 2–50 (alle Nummern) Lage | ab dem 13. Jahrhundert | für den Mittelrhein charakteristischer hakenförmiger, bis ins späte 16. Jahrhundert mehrmals erweiterter Grundriss, Bebauungsstruktur und zahlreiche, zumindest im Baukörper unveränderte Bauten des 16. bis 19. Jahrhunderts; die in beachtlichen Resten erhaltene Stadtbefestigung definiert die Grenze zur Stadterweiterung des 19. Jahrhunderts Die Denkmalzone umfasst als ältesten Ortskern das Städterviertel im Bereich der Metzgergasse zwischen der Kirche im Norden und dem Mainzer Torturm im Süden, den vermutlich im späten 13. Jahrhundert integrierten Bereich der späteren kurpfälzischen Verwaltungsbauten (Zollstraße 42 und 46), das nordwestlich an das Städterviertel anschließende, im 14. Jahrhundert befestigte Markt- und Bächerviertel (Marktstraße, Marktplatz mit Marktbrunnen, Blücherstraße) und das im Laufe des 15. Jahrhunderts entstandene, um 1485 durch eine Wehrmauer gesicherte Zöllerviertel im Südosten (Zollstraße). | Fotos hochladen |

## Einzeldenkmäler
| Bezeichnung                             | Lage                                       | Baujahr                           | Beschreibung | Bild                           |
| --------------------------------------- | ------------------------------------------ | --------------------------------- | --- | ------------------------------ |
| Stadtbefestigung                        |                                            | erste Hälfte des 13. Jahrhunderts | Reste der wohl in der ersten Hälfte des 13. Jahrhunderts angelegten Stadtbefestigung: Dicker Turm (Zollstraße/Ecke Adolfstraße), Mainzer Torturm (bei Zollstraße 48/50), Mauerpartien nordöstlich des Dicken Turms (im Gelände der Schiefergrube), in der nördlichen Hälfte der Rheinfront (Auf der Mauer), Weseler Turm (hinter Marktplatz 3), Turm der Dörscheider Pforte (nördlich oberhalb der Blücherstraße), Turm der Philippinenburg (hinter Blücherstraße 31a) | weitere Bilder Fotos hochladen |
| Schiefergrube Wilhelm-Erbstollen        | Adolfstraße, Zollstraße Lage               | 1837                              | Gesamtanlage; zehnachsiges Stollen- und Zechenhaus, Backstein, bezeichnet 1837; Spalthalle, teilweise Backstein und Beton (nach 1916), teilweise Fachwerk; Schiefermahlwerk, Bruchstein, nach 1916; auf dem Gelände der Dicke Turm und weitere Stadtmauerreste | weitere Bilder Fotos hochladen |
| Wohnhaus                                | Auf der Mauer 2/4 Lage                     | 16. oder 17. Jahrhundert          | stattliches dreigeschossiges Fachwerkhaus mit ehemaligem Nebengebäude, verputzt und verschiefert, wohl aus dem 16. oder 17. Jahrhundert | BW                             |
| Wohnhaus                                | Auf der Mauer 14 Lage                      |                                   | Wohnhaus, größtenteils verputzt und verschiefert; romanische Giebelwand mit Rundbogenfries und vorgekragtem Kamin, gekuppelte Renaissancefenster, schmaler Fachwerkbauteil, zweite Hälfte des 17. Jahrhunderts (Metzgergasse 13); Laufbrunnen, Sandstein, erste Hälfte des 19. Jahrhunderts. Ursprünglich Teil eines im 13. Jahrhundert erbauten Wehrturms der mittelalterlichen Stadtbefestigung                                                                      | weitere Bilder Fotos hochladen |
| Wohnhaus                                | Auf der Mauer 30 Lage                      | spätes 18. Jahrhundert            | Fachwerkhaus auf der ehemaligen Stadtmauer, rheinseitig Laubengang, spätes 18. Jahrhundert | BW                             |
| Bahnhof Kaub                            | Bahnstraße 1 Lage                          | um 1862                           | Bahnhof der Nassauischen Rheintalbahn; Empfangsgebäude nach Plänen des Architekten Heinrich Velde, Typenbau, um 1862 | weitere Bilder Fotos hochladen |
| Wohnhaus                                | Berggasse 1 Lage                           | 17. oder 18. Jahrhundert          | verputztes Fachwerkhaus, wohl aus dem 17. oder 18. Jahrhundert, Laube mit Wendeltreppe | BW                             |
| Gasthaus                                | Blücherstraße 1 Lage                       | 15. Jahrhundert                   | ehemals Gasthaus „Zum Blüchertal“ und Bäckerei; Fachwerkhaus, 15. Jahrhundert, im Erdgeschoss gotische Spitzbogenreihe, zweites Obergeschoss und Zwerchgiebel wohl um 1800 | Fotos hochladen                |
| Wohnhaus                                | Blücherstraße 6 Lage                       | 16. oder 17. Jahrhundert          | dreigeschossiges Fachwerkhaus, verputzt, wohl aus dem 16. oder 17. Jahrhundert, eventuell noch aus dem 15. Jahrhundert, zweites Obergeschoss und Zwerchgiebel wohl um 1800 | BW                             |
| Wohnhaus                                | Blücherstraße 8 Lage                       | 16. oder 17. Jahrhundert          | schmales Fachwerkhaus, verputzt, wohl aus dem 16. oder 17. Jahrhundert | BW                             |
| Wohnhaus                                | Blücherstraße 12 Lage                      | 17. oder 18. Jahrhundert          | Fachwerkhaus, verputzt und verschiefert, wohl aus dem 17. oder 18. Jahrhundert | Fotos hochladen                |
| Wohnhaus                                | Blücherstraße 20 Lage                      | 17. oder 18. Jahrhundert          | dreigeschossiges Fachwerkhaus, verputzt und verschiefert, wohl aus dem 17. oder 18. Jahrhundert | Fotos hochladen                |
| Wohnhaus                                | Blücherstraße 22 Lage                      | 17. oder 18. Jahrhundert          | Fachwerkhaus, verputzt und verschiefert, wohl aus dem 17. oder 18. Jahrhundert | Fotos hochladen                |
| Wohnhaus                                | Blücherstraße 26 Lage                      | 17. oder 18. Jahrhundert          | dreigeschossiges Fachwerkhaus, verputzt und verschiefert, wohl aus dem 17. oder 18. Jahrhundert | Fotos hochladen                |
| Philippinenburg                         | Blücherstraße 31a Lage                     | um 1324                           | auch Leiterbergturm; Turm der Stadtbefestigung, wohl um 1324 | weitere Bilder Fotos hochladen |
| Wohnhaus                                | Blücherstraße 32 Lage                      | 1639                              | Wohnhaus, teilweise verputzt, Zierfachwerk, bezeichnet 1639 | Fotos hochladen                |
| Wohnhaus                                | Blücherstraße 34 Lage                      | 17. oder 18. Jahrhundert          | Fachwerkhaus, verputzt und verschiefert, wohl aus dem 17. oder 18. Jahrhundert | Fotos hochladen                |
| Wohnhaus                                | Blücherstraße 38 Lage                      | 17. oder 18. Jahrhundert          | Fachwerkhaus, verputzt und verschiefert, wohl aus dem 17. oder 18. Jahrhundert | Fotos hochladen                |
| Wohnhaus                                | Blücherstraße 40 Lage                      | 17. oder 18. Jahrhundert          | eingeschossiges Fachwerkhaus auf hohem Sockel, verputzt und verschiefert, wohl aus dem 17. oder 18. Jahrhundert | Fotos hochladen                |
| Wohnhaus                                | Blücherstraße 42/44 Lage                   |                                   | stattliches Fachwerkhaus, verkleidet, wohl mit verschiedenen Bauperioden | Fotos hochladen                |
| Wohnhaus                                | Blücherstraße 46 Lage                      | 1679                              | Fachwerkhaus, bezeichnet 1679 | Fotos hochladen                |
| Wohnhaus                                | Blücherstraße 52 Lage                      | 17. oder 18. Jahrhundert          | Fachwerkhaus, verputzt und verschiefert, wohl aus dem 17. oder 18. Jahrhundert | Fotos hochladen                |
| Wohnhaus                                | Blücherstraße 56 Lage                      | 1711                              | Fachwerkhaus, verputzt und verkleidet, bezeichnet 1711 | Fotos hochladen                |
| Wohnhaus                                | Blücherstraße 58 Lage                      | 1656                              | dreigeschossiges Fachwerkhaus, teilweise massiv, angeblich von 1656 | Fotos hochladen                |
| Mühle                                   | Blücherstraße 59 Lage                      | 18. Jahrhundert                   | ehemalige Mühle; Fachwerkhaus, teilweise massiv, 18. Jahrhundert | BW                             |
| Wohnhaus                                | Blücherstraße 60 Lage                      | 17. oder 18. Jahrhundert          | Fachwerkhaus, verputzt und verkleidet, wohl aus dem 17. oder 18. Jahrhundert | Fotos hochladen                |
| Wohnhaus                                | Hochstraße 14/16 Lage                      |                                   | Doppelwohnhaus; barocker Krüppelwalmdachbau, verputzt und verschiefert | BW                             |
| Katholische Pfarrkirche St. Nikolaus    | Kirchplatz Lage                            | 1770–72                           | vierachsiger Saalbau, 1770–72, Bau- und Werkmeister Rodenbach, 1953/54 verlängert | weitere Bilder Fotos hochladen |
| Wohnhaus                                | Kirchplatz 3 Lage                          | 15. oder 16. Jahrhundert          | dreigeschossiges Fachwerkhaus, teilweise massiv, verputzt und verschiefert, 15. oder 16. Jahrhundert | BW                             |
| Wohnhaus                                | Kirchplatz 5 Lage                          | 16. oder 17. Jahrhundert          | Fachwerkhaus, teilweise massiv, verputzt und verschiefert, wohl aus dem 16. oder 17. Jahrhundert | Fotos hochladen                |
| Evangelische Pfarrhaus                  | Kirchplatz 7 Lage                          | 1730/31                           | Mansarddachbau, verputzt und verschiefert, wohl Fachwerk, bezeichnet 1730/31 | BW                             |
| Evangelische Pfarrkirche St. Trinitatis | Marktplatz Lage                            |                                   | romanischer Turm, Schiff spätgotisch erweitert, 15. Jahrhundert, Innenumbau, 17. Jahrhundert | weitere Bilder Fotos hochladen |
| Kriegerdenkmal                          | Marktplatz Lage                            | 1891                              | Kriegerdenkmal 1870/71; 1891 errichtet, Kanonen 1907 hinzugekommen | weitere Bilder Fotos hochladen |
| Oberweseler Torturm                     | Marktplatz, hinter Nr. 3 Lage              | um 1324                           | fünfgeschossig, Schieferbruchsteinmauerwerk, ursprünglich nördlicher Eingang in die Stadt, wohl um 1324 | weitere Bilder Fotos hochladen |
| Rathaus                                 | Marktstraße 4 Lage                         | 1655–63                           | ehemaliges Rathaus; Fachwerkbau, teilweise massiv, 1655–63, polygonaler Treppenturm, 1511, barocke Haubenlaterne, Anbau von 1869 | weitere Bilder Fotos hochladen |
| Wohnhaus                                | Marktstraße 5 Lage                         | 17. Jahrhundert                   | Fachwerkhaus, verputzt und verschiefert, wohl aus dem 17. Jahrhundert | BW                             |
| Wohn- und Geschäftshaus                 | Marktstraße 6 Lage                         | 16. Jahrhundert                   | viergeschossiges Wohn- und Geschäftshaus, Mansarddach, im Kern angeblich aus dem 16. Jahrhundert, heutiges Erscheinungsbild um 1800 | Fotos hochladen                |
| Brunnen                                 | Metzgergasse, bei Nr. 2 Lage               | erste Hälfte des 19. Jahrhunderts | Laufbrunnen, erste Hälfte des 19. Jahrhunderts | Fotos hochladen                |
| Blüchermuseum Kaub                      | Metzgergasse 6 Lage                        | 1780                              | ehemaliges Gasthaus Stadt Mannheim; zehnachsiger Mansarddachbau, 1780, Architekt wohl Franz Wilhelm Rabaliatti, Mannheim, Ostflügel von 1792; beherbergt seit 1913 das Blüchermuseum | weitere Bilder Fotos hochladen |
| Wohnhaus                                | Metzgergasse 25/27 Lage                    | 1661                              | stattliches Wohnhaus, teilweise massiv, Zierfachwerk, bezeichnet 1661 | BW                             |
| Wohnhaus                                | Metzgergasse 29 Lage                       | 17. oder 18. Jahrhundert          | verputztes Fachwerkhaus, wohl aus dem 17. oder 18. Jahrhundert | BW                             |
| Pegelturm                               | Rheinuferstraße Lage                       | 1905                              | schmaler, teilweise gerundeter Putzbau, teilweise verschiefert, 1905 | weitere Bilder Fotos hochladen |
| Blücher-Denkmal                         | Rheinuferstraße Lage                       | 1894                              | Blücher-Denkmal, 1894, Bildhauer Fritz Schaper | weitere Bilder Fotos hochladen |
| Rat- und Schulhaus                      | Schulstraße 10/12/14 Lage                  | 1866–68                           | ehemaliges Rat- und Schulhaus; dreigeschossiger spätklassizistischer Bau, 1866–68, Architekt Eduard Zais, Nassau | Fotos hochladen                |
| Gasthaus Zum Goldenen Hirschen          | Zollstraße 14, Hochstraße 15 Lage          | 1575                              | ehemaliges Gasthaus Zum Goldenen Hirschen; Vierflügelbau; dreigeschossiger Haupttrakt, teilweise massiv, Zierfachwerk, bezeichnet 1575, Fensteranordnung, Mansarddach, Zwerchhaus um 1800; Hinterhaus, nach 1876 | Fotos hochladen                |
| Portal                                  | Zollstraße, an Nr. 22 Lage                 | spätes 17. Jahrhundert            | barocker Hofeingang des ehemaligen Gasthauses Zum Schiffchen; Sandsteintüreinfassung eventuell noch aus dem 17. Jahrhundert | Fotos hochladen                |
| Haus Rheinsteig                         | Zollstraße 36 Lage                         | 1893                              | Zeilenwohn- und Geschäftshaus (Kolonialwaren); dreigeschossiger Klinkerbau, 1893, teilweise mit bauzeitlicher Farbverglasung | Fotos hochladen                |
| Kurpfälzische Zollschreiberei           | Zollstraße 42 Lage                         | 1552                              | heutiger Bau 1552 auf spätgotischem Stadtmauerteil errichtet, polygonaler Treppenturm; verschindelte Fachwerkgeschosse und Krüppelwalmdach wohl von 1667, 1739–41 erneuert; rückwärtiger Anbau, 1667, Umbau 1739–41 | weitere Bilder Fotos hochladen |
| Kurpfälzische Amtskellerei              | Zollstraße 46 Lage                         | 1722                              | verputzter Fachwerkbau, 1722; Hofgebäude von 1610/11, Arkade mit Laubengang, polygonaler Treppenturm. Seit 2010 Rheinsteig-Jugendherberge. | weitere Bilder Fotos hochladen |
| Mainzer Torturm                         | Zollstraße, gegenüber Nr. 48/50 Lage       | erste Hälfte des 13. Jahrhunderts | Rest der Stadtbefestigung, wohl aus der ersten Hälfte des 13. Jahrhunderts | weitere Bilder Fotos hochladen |
| Dicker Turm                             | Zollstraße, Ecke Adolfstraße Lage          | um 1485–87                        | Rundturm der Stadtbefestigung mit zwölfeckigem Wehrumgang, um 1485–87 | weitere Bilder Fotos hochladen |
| Burg Pfalzgrafenstein                   | auf der Felseninsel Falkenau im Rhein Lage | 1326                              | fünfeckiger, sechsgeschossiger Turm, 1326 oder 1327 begonnen, Ringmauer mit Rundtürmen, wohl um 1338–42, Bastionsvorbau von 1607 | weitere Bilder Fotos hochladen |
| Roßsteintunnel                          | nordwestlich der Stadt Lage                | 1860                              | Tunnelbau der Nassauischen Rheintalbahn; Tunnelportale in historisierende Burgenarchitektur, 1860 | weitere Bilder Fotos hochladen |
| Burg Gutenfels                          | östlich der Stadt Lage                     | erste Hälfte des 13. Jahrhunderts | Kernbau mit Palas und sogenanntem Rüstbau, wohl aus der ersten Hälfte des 13. Jahrhunderts, Haupttor im Kern aus dem 14. Jahrhundert, Ausbau im 16. Jahrhundert, rückwärtiger Teil aus dem 17. Jahrhundert; westliche Vorburg mit Schildmauer, spätstaufisch, 14. und 16. Jahrhundert, 1890 und 1959; „Spanischer Friedhof“, Zwingeranlage, wohl von 1508/09; Bastion eventuell von 1647                                                                               | weitere Bilder Fotos hochladen |